# De Prinses op de Erwt: Een Modern Sprookje
De Prinses op de Erwt: Een Modern Sprookje is een Nederlandse filmkomedie uit 2016, geregisseerd door Will Koopman. Het is het derde traditionele nieuwjaarssprookje in opdracht van RTL 4 en de Nationale Postcode Loterij, gebaseerd op het sprookje De prinses op de erwt. De hoofdrollen worden vertolkt door Teun Luijkx en Sigrid ten Napel.

## Verhaal
Wanneer de populariteit van de monarchie een dieptepunt bereikt, wordt kroonprins Manuel naar voren geschoven voor een huwelijk. Hij moet daarmee de populariteit van de monarchie weer in een goed daglicht brengen. Er is een probleem: hij wil alleen trouwen met Julia die hij ooit een keer eerder heeft gezien. Door middel van het televisieprogramma Prins zoekt Prinses (parodie op: Boer zoekt Vrouw) hoopt hij de ware terug te vinden.

## Rolverdeling
- Teun Luijkx als Kroonprins Manuel van Luxenstein
- Sigrid ten Napel als Julia
- Loes Luca als Koningin Aurelia van Luxenstein
- Peter Bolhuis als Koning Balthazar van Luxenstein
- Jennifer Hoffman als Suzan Schippers
- Jan Kooijman als Leo de Boer
- Angela Schijf als Marjon Kaspers
- Hajo Bruins als Lakei Hugo
- Peter Paul Muller als Premier Halberda
- Esmée van Kampen als Karin Akkerman
- Kim Feenstra als Chantal
- Ricky Koole als Josée Krans
- Maryam Hassouni als Faria Hamoudi
- Pip Pellens als Roosje Regenwater
- Marc van der Linden als Verslaggever
- Joke Bruijs als Mevrouw Krans

## Ontvangst
De televisiefilm werd op vrijdagavond 1 januari 2016 uitgezonden door RTL 4 en was goed voor 1.559.000 kijkers, hiermee was deze het vierde best bekeken uitzending van die dag.